# Deux Hommes dans Manhattan
Pour plus de détails, voir Fiche technique et Distribution.
Deux Hommes dans Manhattan est un film français réalisé par Jean-Pierre Melville, sorti en 1959.

## Synopsis
New York, le délégué français de l'ONU, Fevre-Berthier, héros de la Résistance, a disparu. Deux journalistes français se lancent à sa recherche sur les traces de ses maîtresses... Ils le retrouvent, mort, chez l'une d'elles, Miss Nelson. L'un, journaliste à l'AFP, sur ordre de son patron, veut étouffer le scandale ; ils déplacent le corps. L'autre veut faire de l'argent en vendant des photos à la presse à scandale : photo volée de la maîtresse sur son lit d'hôpital après sa tentative de suicide, photo arrangée du mort décoiffé et débraillé, mis en scène couché sur le lit de Miss Nelson.

## Fiche technique
- Titre : Deux hommes dans Manhattan
- Réalisation : Jean-Pierre Melville, assisté de Yannick Andréi et Charles Bitsch
- Scénario, adaptation et dialogues : Jean-Pierre Melville
- Photographie : Nicolas Hayer
- Montage : Monique Bonnot
- Musique originale : Christian Chevallier, Martial Solal
- Pays d'origine :  France
- Format : Noir et blanc - Mono - 35 mm
- Genre : Drame, thriller
- Durée : 84 minutes
- Date de sortie : 
  - France - 16 octobre 1959
- Affiche : Georges Kerfyser (France)

## Distribution
- Jean-Pierre Melville : Moreau
- Pierre Grasset : Delmas, le photographe de France-Match
- Christiane Eudes : Anne, la fille de Fèvre-Berthier
- Ginger Hall : Judith Nelson, la comédienne
- Jean Darcante : Rouvier, le directeur de l'AFP
- Colette Fleury : Françoise Bonnot, la secrétaire de Fèvre-Berthier
- Monique Hennessy : Gloria, la call-girl
- Jean Lara : Aubert, le rédacteur en chef de l'AFP
- Glenda Leigh : Virginia Graham, la chanteuse
- Michèle Bailly : Bessie Reed, la strip-teaseuse
- Paula Dehelly : Mme Fèvre-Berthier
- Hyman Yanowitz : le gardien du Mercury Théâtre
- Jean-Pierre Darras :  le client éméché du bar
- Jerry Mengo : Leslie Mc Kimmie, le responsable du service de presse de l'ONU
- Bernard Hulin : le trompettiste
- Billy Beck : le partenaire de Judith Nelson sur scène
- Carl Studer : le policier (sergent) au snack VF Roger Rudel
- Billy Kearns : le videur de la Ridgewood Tavern
- Art Simmons : le pianiste de Virginia Graham
- Bernard Hulin : le trompettiste à la Pike Slip Inn
- Martial Solal : le pianiste à la Pike Slip Inn
- Yvette Amirante : la copine d'Anne